# Renault R-40
Der Renault R-40 oder Char léger modèle 1935 R modifié 1939 war ein französischer leichter Panzer des Zweiten Weltkriegs.

## Entwicklung
Der 1937 eingeführte Infanteriepanzer Renault R-35 (Renault ZM) zeigte bald, dass er im Einsatz einige Schwächen aufwies. Neben einem schwachen Antriebsstrang zeigte auch sein Fahrwerk bei schwerem, feuchten Gelände Probleme, denn die Fahrzeuge fuhren sich im weichen Boden oft fest. Die horizontale Gummifederung war auch weniger zuverlässig als erwartet und belastete die Besatzung durch einen recht geringen Fahrkomfort. Hinzu kamen ein überdurchschnittlicher Kettenverschleiß und eine ungünstige Gewichtsverteilung.
Eine große Zahl verschiedener Lösungsansätze wurden ausprobiert, dazu zählten neue Laufrollen, die Montage von Stollen oder Stegen auf der Originalkette, ein neuer Kettentyp, eine Freilaufkupplung und ein Schonganggetriebe. Doch keine Änderung brachte eine nachhaltige Lösung der Probleme.
Deshalb sollte ein grundsätzlich neues Fahrwerk die Lösung bringen, da der R-35, solange er auf festen Wegen eingesetzt wurde, seinem Wettbewerber, dem Hotchkiss H-35 überlegen zeigte. Der Gedanke war, dass ein neues Fahrwerk verhindern würde, dass das Fahrzeug sich im Schlamm festfuhr, eine bessere Traktion und mehr Laufkomfort ermöglichen würde. Dabei war es vertretbar, dass sich die Höchstgeschwindigkeit des Fahrzeugs auf der Straße leicht verringert, denn der Richtwert für die Marschkolonne der Infanteriepanzer lag bei 12,5 km/h.
Verschiedene Unternehmen lieferten Vorschläge ab. Eine Version von Lorraine, die auf dem neuen Lorraine 37L-Fahrwerk beruhte, wurde abgelehnt, da diese zu schwer war und kaum an das Fahrzeug angepasst werden konnte. In Issy-les-Moulineaux war 1936 ein neues Unternehmen gegründet worden, das Ateliers d’Issy les Moulineaux (AMX). Es entstand aus einer Verstaatlichung eines Teiles von Renault und stand nun in einigen Bereichen mit diesem Unternehmen im Wettbewerb. Von beiden Entwicklungsbüros wurden 1937 zahlreiche Lösungsvorschläge unterbreitet.
Renault schlug eine Verdopplung der Laufrollen auf den originalen Rollenwagen vor und eine neue Kette mit kürzeren Kettengliedern. Ein zweiter Vorschlag hatte eine vertikale Federdämpfung und ein dritter Vorschlag sah neben einem zusätzlichen sechsten Laufrad auch größere Laufrollen vor. Dabei hätte das System mit den zusätzlichen kleinen Laufrollen auch bei den schon im Einsatz befindlichen Fahrzeugen nachgerüstet werden können.
AMX entwickelte das neue Fahrwerk mit einer vertikaler Federung, auf den ersten Blick analog des Entwurfes für den Renault D1 und D2. Doch in Wirklichkeit hatten sich die Ingenieure am Char B1 orientiert und nutzten sogar dessen Kette, wodurch die Zahl der Kettenglieder von 125 auf 56 reduziert wurde. Eine 8 mm Panzerplatte schütze die Mechanik über den zwölf Laufrollen auf jeder Seite.
Dieses Fahrwerk wurde vom 19. Mai bis zum 26. Dezember 1938 erprobt und am 16. Februar 1939 entschied man sich dafür.
Das AMX Fahrwerk brachte verschiedene Verbesserungen. Die Geschwindigkeit in einigen Geländetypen wurde besser und das Fahrzeug konnte steilere Steigungen bewältigen. Der Renault Entwurf mit den zehn Laufrollen im alten Fahrwerk, hatte das Fahrzeug langsamer gemacht und einen höheren Kraftstoffverbrauch zur Folge, wenn auch die Lenkbarkeit des Fahrzeugs mit diesem Fahrwerk spürbar verbessert wurde. Doch auch das AMX - Fahrwerk hatte Nachteile. Es erhöhte das Gewicht um 1,1 t, während die Renault nur 700 kg bei der Sechsrad-Lösung und nur 110 kg bei der Zehn-Laufrollen-Lösung zusätzlich gebracht hätten. Außerdem verursachte die B1-Kette beim Straßenmarsch ein lautes Klackern, welches stark an den alten Renault FT erinnerte. Zu guter Letzt stieg der Kraftstoffverbrauch um drastische 40 Prozent.
Das neue Fahrzeug war offiziell der Char léger modèle 1935 R modifié 1939.
Alle Renault R-40 erhielten die verbesserten APX-R1-Türme mit den PPLRX-180P Episkopen.

## Produktion
Ursprüng war während der Entwicklung geplant gewesen alle gebauten Fahrzeuge mit dem neuen Fahrwerk nachzurüsten. Insofern ist nachzuvollziehen, dass man bei der Entwicklung, das Fahrzeug nicht als einen eigenen Typ betrachtete, sondern als eine verbesserte Ausführung. Doch mit Kriegsbeginn im September 1939 wurde diese Idee fallengelassen. Man dachte dann noch einmal darüber nach die vorhandenen Fahrzeuge mit dem vertikalen Federungssystem von Renault nachzurüsten, was bei den Instandsetzungsabteilungen der Einheiten hätte erfolgen können, doch dieser Gedanke wurde fallengelassen, um die Rüstungsindustrie nicht noch stärker zu belasten.
Die Umstellung sollte beim 1.501 Char R-35 im Februar 1940 auf den R-40 erfolgen. Doch es kam zu weiteren Verzögerungen. Letztlich wurden R-40 ab Mai 1940 mit dem 1.541-sten Fahrzeug produziert. Dies ging mit einigen weiteren Verbesserungen, wie dem neuen Turm mit der längeren 37-mm-Kanone SA38, was im Gefecht gegen gegnerische Panzer bessere Chancen gab. Doch sank die Munitionsausstattung damit von 102 auf 90 Schuss für die Hauptbewaffnung. Auch wurden die alten Heckstützen wieder eingeführt, damit Hindernisse leichter über- beziehungsweise durchfahren werden konnte.
Ein sehr wichtiger Punkt für den taktischen Einsatz war jedoch, dass die R-40 im Gegensatz zum R-35 grundsätzlich mit einer Funkausrüstung produziert wurden, was bis dahin keineswegs für französische Panzer üblich war.
Der Mai 1940 sah die Produktion von 60 Fahrzeugen, während dazu 31 R-35 fertiggestellt wurden. Die genaue Zahl der bis Juni 1940, als die Produktion eingestellt wurde, produzierten R-40 ist nicht bekannt. Ziemlich sicher sind mindestens 130 Fahrzeuge fertiggestellt worden, wobei 145 Fahrzeugwannen fertig gestellt worden sein sollen. Doch nicht alle Fahrzeuge erhielten eine Turm. Im Krieg wollte man eine Produktionsquote von 120 Fahrzeugen pro Monat erreichen und beabsichtigte den leichteren, geschweißten FCM - Turm auf den Renault ab der zweiten Jahreshälfte des Jahres 1940 zu montieren.
Die Zahlen zeigen, dass der R-35/R-40 im Mai 1940 die größte Monatsproduktionszahl aller alliierten Panzertypen erreichte, doch es war absehbar, dass der erheblich schneller zu fertigende Hotchkiss H-39 diese Fertigungsquote übertroffen hätte. Er wurde wegen der höheren Geschwindigkeit für die Aufstellung der neuen französischen Panzerdivisionen bevorzugt. Das Fahrwerk des R-40 war verhältnismäßig altmodisch konzeptioniert und nicht für schnelle Fahrzeuge geeignet, was auch die vorherigen Versuche in den Projekten Char D3 und Renault VO gezeigt hatten.
Doch noch waren Fahrzeuge erforderlich, welche die „uralten“ Renault FT - Panzer, von dem noch 800 Stück bei acht bestehenden Bataillonen zu ersetzen waren, abzulösen. Ganz zu Schweigen von dem Bedarf an Fahrzeugen für acht neu aufzustellende französische Bataillone, schon aufgestellte aber nicht ausgerüstete französische Verbände und weitere alliierte Einheiten, welche französisches Gerät erhalten sollten. Insgesamt bestand die Absicht von fünfzig leichten Bataillons de Chars de Combat (B.C.C.) vierzig mit Renault Panzern auszurüsten.
Durch das völlig andere Aussehen, war für die französischen Soldaten klar, dass es sich um einen anderen Panzer handelt, so dass der Name Renault R-40 inoffiziell eine große Verbreitung erfuhr. Da jedoch die offizielle Betrachtung anders war, lief die Produktionsstatistik und die Seriennummerierung weiter, welche mit dem R-35 Jahre zuvor begonnen hatte.

## Einsatz
Die Char R-40 wurden erst im Frühjahr 1940 etwa zu der Zeit als der deutsche Angriff auf Frankreich begann, erstmals an französische Verbände ausgegeben.
Das 40e Bataillons de Chars de Combat (B.C.C.) und das 48e B.C.C., welche ursprünglich mit Hotchkiss Panzer ausgerüstet werden sollten, waren die ersten Einheiten die teilweise mit R-40 aufgestellt wurden. Beide Verbände sollte eine Halbbrigade innerhalb der 4e D.C.R. bilden. Die Besatzungen hatten zuvor eine Ausbildung auf den Hotchkiss erhalten. Nach dem 19. Mai wurden jedoch notfallmäßig die Renault R-40 zugewiesen, 30 für das 40e und 29 für das 48e. Hieraus ist ersichtlich, dass die Produktion von Renault R-Panzern zu dieser Zeit extrem leistungsfähig war. Die beiden Verbände wurden dann dem 2e D.C.R. unterstellt.
Weitere R-40 scheinen als Ersatzzuweisung an bestehende Kampfverbände gegangen zu sein. Erwähnt werden in verschiedenen Quellen, das 25e B.C.C. (vom 2. polnischen Bataillon kommende Fahrzeuge), 52nd B.C.C. mit unbekannter Zahl und das 53e B.C.C. mit unbekannter Zahl.
Frankreich ermöglicht es polnischen Staatsangehörigen, die bei der Niederlage Polens das Land verlassen hatten oder schon im Ausland gelebt hatten, auf französischem Boden, Exilstreitkräfte zu formieren. So wurde die 10. Polnische Gepanzerte Kavallerie Brigade gebildete, die über das 2. Panzer Bataillon „Maczek“ verfügte.
Eine erste Zuweisung von 24 Fahrzeugen wurde am 31. Mai an das 25e B.C.C. abgegeben, wofür danach 28 neue Renault R-40 zugeteilt wurden und am 19. Juni erhielt die Einheit nochmals 13 Fahrzeuge.
Es ist kein Renault R-40 bekannt, der heute noch existiert.
Bei der Wehrmacht wurde der Renault R-40 unter der Bezeichnung leichter Panzerkampfwagen ZM 736 (f) geführt.